# Музыкаев, Аднан Абдулаевич
Аднан Абдулаевич Музыкаев (род. 8 марта 1959 года, Грозный) — российский политический и государственный деятель, депутат Государственной Думы РФ V—VI созывов, член партии Справедливая Россия, член Наблюдательного Совета по организации и подготовке к XXII зимним олимпийским играм в г. Сочи.
Имеет благодарность Президента РФ, благодарность Председателя Счетной Палаты РФ. Награждён медалью «Совет Федерации. 15 лет», медалью «В память 1000-летия Казани», Почетной грамотой Председателя Совета Федерации ФС РФ, благодарностью Администрации Президента Российской Федерации.

## Биография
Аднан Музыкаев родился 8 марта 1959 года в городе Грозный (Чечено-Ингушская АССР). 

### Образование
С 1977 по 1982 год учился в Грозненском нефтяном институте имени академика М. Д. Миллионщикова по специальности — инженер-строитель. В 2006 году с отличием окончил Финансовую академию при Правительстве Российской Федерации по специальности экономист (бухгалтерский учёт, анализ и аудит).

### Деятельность
- В 1977—1978 — Слесарь 2 разряда Аргунского комбината стройматериалов (город Аргун).
- В 1982—1984 — Мастер, прораб, зам. начальника Курского строительного поезда «Э-43» «Центрэлеваторстроя» (город Курск).
- В 1984—1986 — Начальник Отдела капитального строительства Золотухинского и Советского райисполкомов Курской области (Курск).
- В 1986—1990 — Председатель объединения «Агропромстрой» Ножай-Юртовского района Чечено-Ингушской АССР.
- В 1990—1991 — Начальник передвижной механической колонны № 5 Министерства водного хозяйства РСФСР (Аргун).
- В 1992—1996 — Генеральный директор газеты «Россия» (город Москва).
- В 1996—1998 — Президент Межрегионального общественного фонда «Согласие» (Москва).
- В 1998—2000 — Первый заместитель председателя Комитета общественных и межрегиональных связей Мэрии Москвы (Москва).
- В 2000—2000 — Первый заместитель Губернатора Таймырского (Долгано-Ненецкого) автономного округа, руководитель представительства администрации округа при Правительстве Российской Федерации (Москва).
- В 2002—2005 — Советник Председателя Государственной Думы Федерального Собрания Российской Федерации (Москва).
- В 2003—2003 — Начальник Инспекции Счетной палаты Российской Федерации по контролю за распоряжением федеральной собственностью (г. Москва).
- В 2003—2003 — Член Совета Федерации Федерального Собрания Российской Федерации (Москва).
- В 2004—2007 — Советник Председателя Счетной палаты Российской Федерации Российской Федерации (г. Москва).
- В 2007—2007 — Советник Председателя Совета Федерации Федерального Собрания Российской Федерации (Москва).
- С 2007—2011 — Депутат Государственной Думы Федерального Собрания Российской Федерации пятого созыва
- С 2011—2016 — Депутат Государственной Думы Федерального Собрания Российской Федерации шестого созыва, избран по партийному списку Самарской области.

#### Общественная деятельность
- В 1996—1998 — Советник секретаря Совета Безопасности Российской Федерации, член Комиссии Совета Безопасности по проблемам Чеченской Республики
- В 2002—2003 — Член Правительственной комиссии РФ по вопросам восстановления Чеченской Республики
- С 2005 — Президент НКО «Национальный Фонд развития бадминтона»
- С 2005 — Советник Председателя Совета Федерации Федерального Собрания Российской Федерации
- С 2006 — Председатель Совета содействия Общероссийского союза физкультурно-спортивных объединений «Олимпийский комитет России»
- С 2006 — Председатель Комиссии по комплексному развитию Олимпийского комитета России
- С 2006 — Член Наблюдательного Совета по организации и подготовке к XXII зимним олимпийским играм в городе Сочи (2014 г.)
- С 2006 — Президент Фонда поддержки Олимпийского комитета России

## Семейное положение
Женат, имеет сына.